# Braden (Tennessee)
Braden es un pueblo ubicado en el condado de Fayette en el estado estadounidense de Tennessee. En el Censo de 2010 tenía una población de 282 habitantes y una densidad poblacional de 28,41 personas por km².

## Geografía
Braden se encuentra ubicado en las coordenadas 35°22′6″N 89°34′17″O / 35.36833, -89.57139. Según la Oficina del Censo de los Estados Unidos, Braden tiene una superficie total de 9.93 km², de la cual 9.93 km² corresponden a tierra firme y (0%) 0 km² es agua.

## Demografía
Según el censo de 2010, había 282 personas residiendo en Braden. La densidad de población era de 28,41 hab./km². De los 282 habitantes, Braden estaba compuesto por el 88.3% blancos, el 10.64% eran afroamericanos, el 0% eran amerindios, el 0.71% eran asiáticos, el 0% eran isleños del Pacífico, el 0% eran de otras razas y el 0.35% pertenecían a dos o más razas. Del total de la población el 1.77% eran hispanos o latinos de cualquier raza.